# Sociedad Deportivo Quito
Sociedad Deportivo Quito är en fotbollsklubb från Quito, Ecuador. Den grundades 1955, den 27 februari, och de spelar sina hemmamatcher på Estadio Olímpico Atahualpa, som tar kring 41 000 åskådare.